# 錢養廉
錢養廉（1565年—1622年），字國維，號心車，浙江杭州府仁和县匠籍。明朝政治人物、進士出身。

## 生平
嘉靖乙丑（1565年）二月十九日（官年）生。万历十六年（1588年）戊子科舉人，十七年（1589年）己丑科進士，吏部觀政，七月告病歸鄉。二十年授工部主事，筦河夏鎮、汶泗諸泉，以夏鎮为壑，而昭阳诸湖又在其下流，自留城至镇口，百里无际，粮船非乘风不得达，养廉亲履其地视察，從堤旁開二支河，以殺水势，又议于昭阳凿石通道至徐邳，以下出口，則内水无壅滞，而漕渠可百年无事。总河舒應龍然其策，会以父喪去位，後人卒用其议，成泇河。服闋，召補吏部考功司主事，二十五年主考山東鄉試。日本入侵朝鲜，尚书石星主和议，总督孫鑛不用其议，乃诬鑛通书币，奉旨会议，养廉属草剖析利害，极明鑛无罪，星计不得行，和议亦止。二十五年升稽勲司员外郎，調验封，署考功司郎中事。二十六年以礼部尚书范謙赠蔭事，吏部司官忤辅臣张位，吏部在任在籍二十七人，留用五人，余盡放逐，养廉竟削夺归。养廉少时娶黄氏，後失明，黄翁意且難之，养廉请于父，以方劉庭式，竟娶之。卒年五十八，所著有《贻清堂诗文》二十卷、《考功疏草》一卷，後赠光禄寺少卿。

## 家族
曾祖錢文，祖父錢鋭，封兵部主事，加贈太平府知府。父錢立为乙丑進士，官廣西副使。养子錢喜起，崇祯十三年進士。